# Hate
Hate (Hati Hróðvitnisson) er en Jætte i ulveskikkelse, som forfølger Månen i dens bane. Navnet betyder den, som hader og derfor går Hate også under navnet Had. Hate vil fange og fortære Måne til Ragnarok. Søn af Fenrisulven og jættekvinden Hyrrokin. Bror til Skoll og Månegarm.